# Talaieh
Talaieh est un village iranien, situé  dans la préfecture de Dasht-e Azadegan, à l'ouest de la province du Khuzestan et près de la frontière irakienne. C'est une région sèche où les journées sont chaudes et les nuits froides.
Les opérations Khyber et Badr ont eu lieu  dans cette région, pendant la guerre Iran-Irak.
Talaieh est une région militaire très importante, c'est l'un des axes principaux de l'attaque en Iran,dans les premiers jours de la Guerre Iran-Irak. En 1980 elle est occupée  par les forces armées irakiennes.
Lors de l'Opération Beit ol-Moqaddas, les forces armées irakiennes ont reculé jusqu'à Talaieh. Durant l'opération Kheibar, de violents combats ont lieu sous le commandement de l'opération, Mohammad Ebrahim Hemmat, .